# Амадей II (граф Савойи)
Амедей II (фр. Amédée II de Savoie; ок. 1050 — 26 января 1080) — пятый граф Савойи и Морьена (с 1078 года).
Сын Оттона I и его жены Аделаиды Сузской. Вступил на трон после смерти своего старшего брата Пьера I, не оставившего сыновей.

## Биография
Как и его брат, Амедей II находился под большим влиянием матери, которая была очень властной женщиной.
Во время поездки Генриха IV в Каноссу (1077) на поклонение к папе Григорию VII Амедей и Пётр Савойские и их мать Аделаида обеспечили императору (своему родственнику) беспрепятственный проход через Мон-Сенис. Это дало им осознание всей выгоды географического положения Савойи: между Францией и Италией.
В своей внутренней политике Амедей II придерживался принципа: поддерживать пьемонтцев против савойцев, и савойцев против пьемонтцев.
Амедей II даровал много привилегий церкви, в частности — орденам бенедиктинцев и августинцев, и жертвовал земли монастырям.

## Брак и дети
В 1065 году Амедей II женился на Жанне — дочери графа Герольда Женевского. Дети:
- Умберт II, граф Савойи и Морьена
- Констанция, жена маркиза Оттона II Монферратского
- Аделаида (ум. 1090), жена Манассе V, сеньора де Колиньи
- Оксилия, с ок. 1080 жена Умберта II, сира де Божё.